# 工夫
| ウィキペディアには「工夫」という見出しの百科事典記事はありません（タイトルに「工夫」を含むページの一覧/「工夫」で始まるページの一覧）。 代わりにウィクショナリーのページ「工夫」が役に立つかもしれません。 |